# Campionato italiano di ultimate open
Il campionato italiano di ultimate open (CIU) è un insieme di competizioni per club di ultimate nella categoria Open organizzate dalla sezione ultimate della Federazione Italiana Giochi e Sport Tradizionali. I campionati sono suddivisi in tre livelli dilettantistici.
I campionati consitiono in due fasi a gironi e una fase di play-off.
La prima fase a gironi les squadre sono divise in due gironi da sei, nella seconda fase a gironi in tre. Le prime due di ogni girone entrano nel girone alto, le terze e quarte vanno nel girone medio e le ultime due nel girone basso.
Nella fase di play-off le prime due squadre del girone medio giocano contro le ultime due del girone alto per giocare le semifinali contro le prime due. L'ultima squadra del girone basso retrocede mentre le squadre dall'undicesimo al nono posto giocano i play-out per vedere quele altra squadra sara retrocessa.

## Storia
Non si possiedono dati precisi per le edizioni precedenti al 2001, dato certo è che nel campionato inaugurale del 1988 il Cotarica conquistò il titolo di Campione d'Italia battendo gli Ultireds Milano. Dal 1988 al 2010 i campionati si disputarono in due sole giornate; solo nel 2006 la stagione fu suddivisa in tappe. Fino al 2008 il campionato consisteva in un'unica categoria, nel 2009 le categorie diventarono due (divisione Open e divisione Open Elite) ad iscrizione libera, senza cioè una regolamentazione precisa riguardo a promozioni o retrocessioni. Dal 2011 la stagione è stata suddivisa in tappe ed è stata introdotta una regolamentazione per il passaggio tra le categorie, rinominate rispettivamente Open Serie B e Open Serie A. Dalla stagione 2014 è stata aggiunta la categoria Open Serie C che presenta 7 squadre.

## Piramide Attuale
| Livello | Livello | Serie                       | Serie                       | Serie                       | Serie                       | Serie                       | Serie                       | Serie                       | Serie                       | Serie                       | Serie                       | Serie                       | Serie                       | Serie                       | Serie                       | Serie                       | Serie                       | Serie                       | Serie                       |
| ------- | ------- | --------------------------- | --------------------------- | --------------------------- | --------------------------- | --------------------------- | --------------------------- | --------------------------- | --------------------------- | --------------------------- | --------------------------- | --------------------------- | --------------------------- | --------------------------- | --------------------------- | --------------------------- | --------------------------- | --------------------------- | --------------------------- |
| Dil-1   | Dil-1   | CIU Open Serie A 12 squadre | CIU Open Serie A 12 squadre | CIU Open Serie A 12 squadre | CIU Open Serie A 12 squadre | CIU Open Serie A 12 squadre | CIU Open Serie A 12 squadre | CIU Open Serie A 12 squadre | CIU Open Serie A 12 squadre | CIU Open Serie A 12 squadre | CIU Open Serie A 12 squadre | CIU Open Serie A 12 squadre | CIU Open Serie A 12 squadre | CIU Open Serie A 12 squadre | CIU Open Serie A 12 squadre | CIU Open Serie A 12 squadre | CIU Open Serie A 12 squadre | CIU Open Serie A 12 squadre | CIU Open Serie A 12 squadre |
| Dil-2   | Dil-2   | CIU Open Serie B 12 squadre | CIU Open Serie B 12 squadre | CIU Open Serie B 12 squadre | CIU Open Serie B 12 squadre | CIU Open Serie B 12 squadre | CIU Open Serie B 12 squadre | CIU Open Serie B 12 squadre | CIU Open Serie B 12 squadre | CIU Open Serie B 12 squadre | CIU Open Serie B 12 squadre | CIU Open Serie B 12 squadre | CIU Open Serie B 12 squadre | CIU Open Serie B 12 squadre | CIU Open Serie B 12 squadre | CIU Open Serie B 12 squadre | CIU Open Serie B 12 squadre | CIU Open Serie B 12 squadre | CIU Open Serie B 12 squadre |
| Dil-3   | Dil-3   | CIU Open Serie C 18 squadre | CIU Open Serie C 18 squadre | CIU Open Serie C 18 squadre | CIU Open Serie C 18 squadre | CIU Open Serie C 18 squadre | CIU Open Serie C 18 squadre | CIU Open Serie C 18 squadre | CIU Open Serie C 18 squadre | CIU Open Serie C 18 squadre | CIU Open Serie C 18 squadre | CIU Open Serie C 18 squadre | CIU Open Serie C 18 squadre | CIU Open Serie C 18 squadre | CIU Open Serie C 18 squadre | CIU Open Serie C 18 squadre | CIU Open Serie C 18 squadre | CIU Open Serie C 18 squadre | CIU Open Serie C 18 squadre |

Totale: 32 squadre

## Albo d'oro Serie A
| Edizione | Luogo delle finali   | Campione d'Italia             | S.O.T.G.                                     |
| -------- | -------------------- | ----------------------------- | -------------------------------------------- |
| 1988     |                      | Cotarica (Rimini)             |                                              |
| 1991     |                      | Cotarica (Rimini)             |                                              |
| 1993     |                      | Cotarica (Rimini)             |                                              |
| 1995     |                      | Cotarica (Rimini)             |                                              |
| 1998     | Bologna              | Salutami 'ntonio (Milano)     |                                              |
| 2001     | Prato                | Cotarica (Rimini)             | Flying Bisc (Prato/Firenze), Zacapa (Modena) |
| 2002     | Parma                | Cotarica (Rimini)             | Canieporci (Imola)                           |
| 2003     | Fano                 | Cotarica (Rimini)             | Barbastreji (Padova)                         |
| 2004     | Imola                | Cotarica (Rimini)             | Mucche al Pascolo (Bergamo)                  |
| 2005     | Bologna              | Cusb La Fotta (Bologna)       | Mucche al Pascolo (Bergamo)                  |
| 2006     | Mogliano Veneto      | Cotarica (Rimini)             | Frasba dal Lac (Como)                        |
| 2007     | Forlì                | Cotarica (Rimini)             | Extradry (Venezia)                           |
| 2008     | Imola                | Cotarica (Rimini)             | Extradry (Venezia)                           |
| 2009     | Parma                | Flying Bisc (Prato/Firenze)   | Cotarica Homeless (Rimini)                   |
| 2010     | Imola                | Cusb La Fotta (Bologna)       | BeeFree (Torino)                             |
| 2011     | Parma                | Cotarica (Rimini)             | Mucche al Pascolo (Bergamo)                  |
| 2012     | Molveno/Cavedago     | Cusb La Fotta (Bologna)       | Barbastreji (Padova)                         |
| 2013     | Crevalcore (Bologna) | Cusb La Fotta (Bologna)       |                                              |
| 2014     | Parma                | Cusb La Fotta (Bologna)       |                                              |
| 2015     | Bologna              | Cusb La Fotta (Bologna)       |                                              |
| 2016     | Cremona              | Cusb Red Bulls (Bologna)      | Cusb Red Bulls (Bologna)                     |
| 2017     | Bologna              | Cusb La Fotta Red (Bologna)   | Cusb La Fotta Red(Bologna)                   |
| 2018     | Rimini               | Cusb La Fotta Red (Bologna)   | Cusb La Fotta White (Bologna)                |
| 2019     | Trento               | Cusb La Fotta White (Bologna) | Cusb Red Bulls (Bologna)                     |
| 2020     | -                    | Non disputato causa Covid19   |                                              |
| 2021     | -                    | Non disputato causa Covid19   |                                              |
| 2022     | Bologna              | Cusb La Fotta (Bologna)       | Cotarica (Rimini)                            |
| 2023     | Rimini               | BFD La Fotta White (Bologna)  | CUS Padova Barbastreji (Padova)              |
| 2024     | Padova               | Cotarica Grandes (Rimini)     | BFD La Fotta Red (Bologna)                   |